# اس‌تی‌اس-۸۴
اس‌تی‌اس-۸۴ (انگلیسی: STS-84) یکی از ماموریت‌های برنامه شاتل‌های فضایی بود که در تاریخ ۱۵ می ۱۹۹۷ از پایگاه فضایی کندی به مقصد ایستگاه فضایی میر پرتاب شد. این ماموریت نه روزه توسط شاتل آتلانتیس انجام گرفت و بخشی از پروژه شاتل-میر بود.